# Acherontiini
Tribu
La tribu des Acherontiini regroupe des lépidoptères (papillons) de la famille des Sphingidae, de la sous-famille des Sphinginae.

## Systématique
- La tribu des Acherontiini a été décrite par l'entomologiste français Jean-Baptiste Alphonse Dechauffour de Boisduval en 1875.

### Taxinomie
Liste des genres
- Acherontia Laspeyres, 1809
- Agrius Hübner, [1819]
- Callosphingia Rothschild & Jordan, 1916
- Coelonia Rothschild & Jordan, 1903
- Megacorma Rothschild & Jordan, 1903

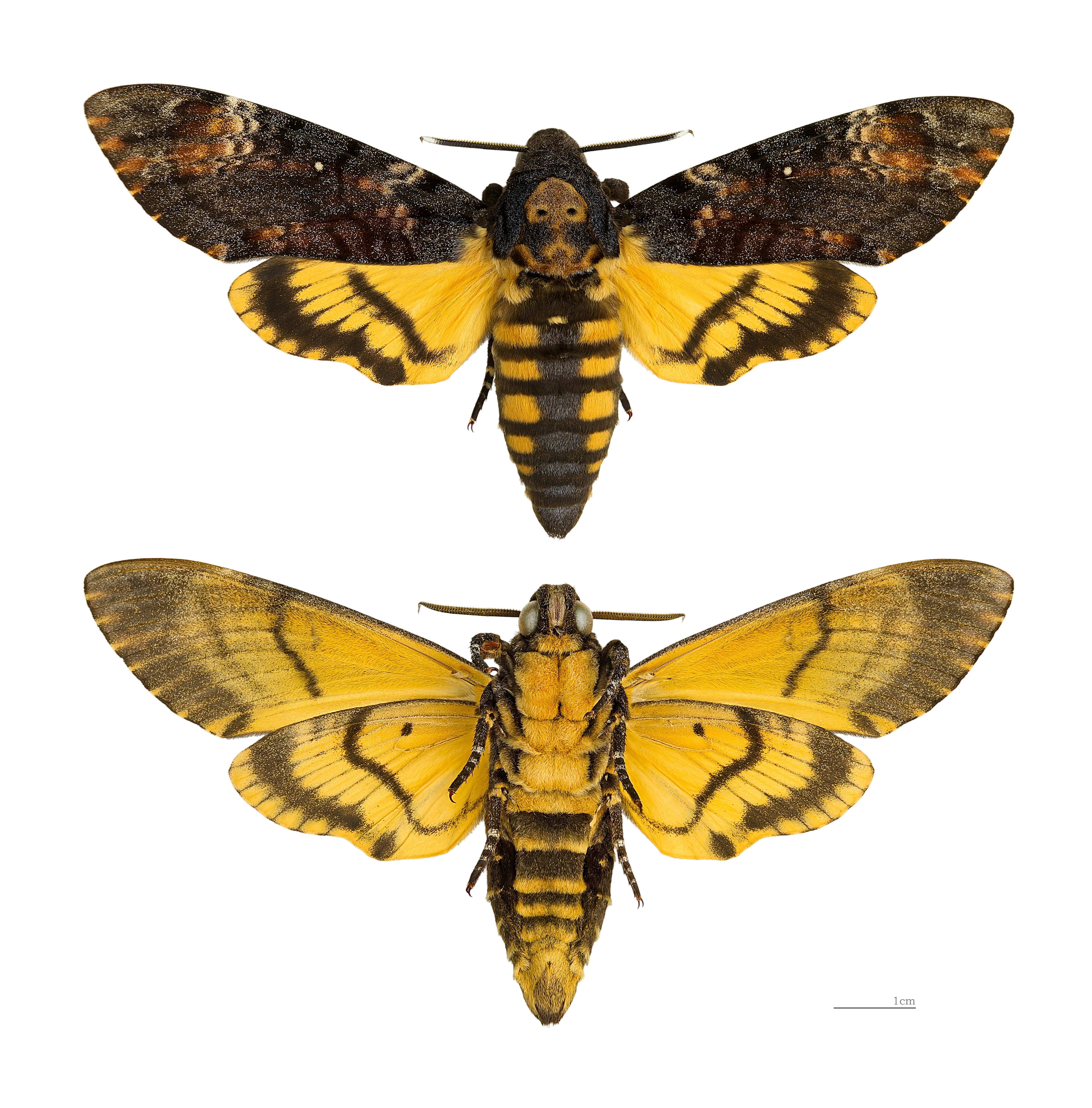
Acherontia atropos - MHNT
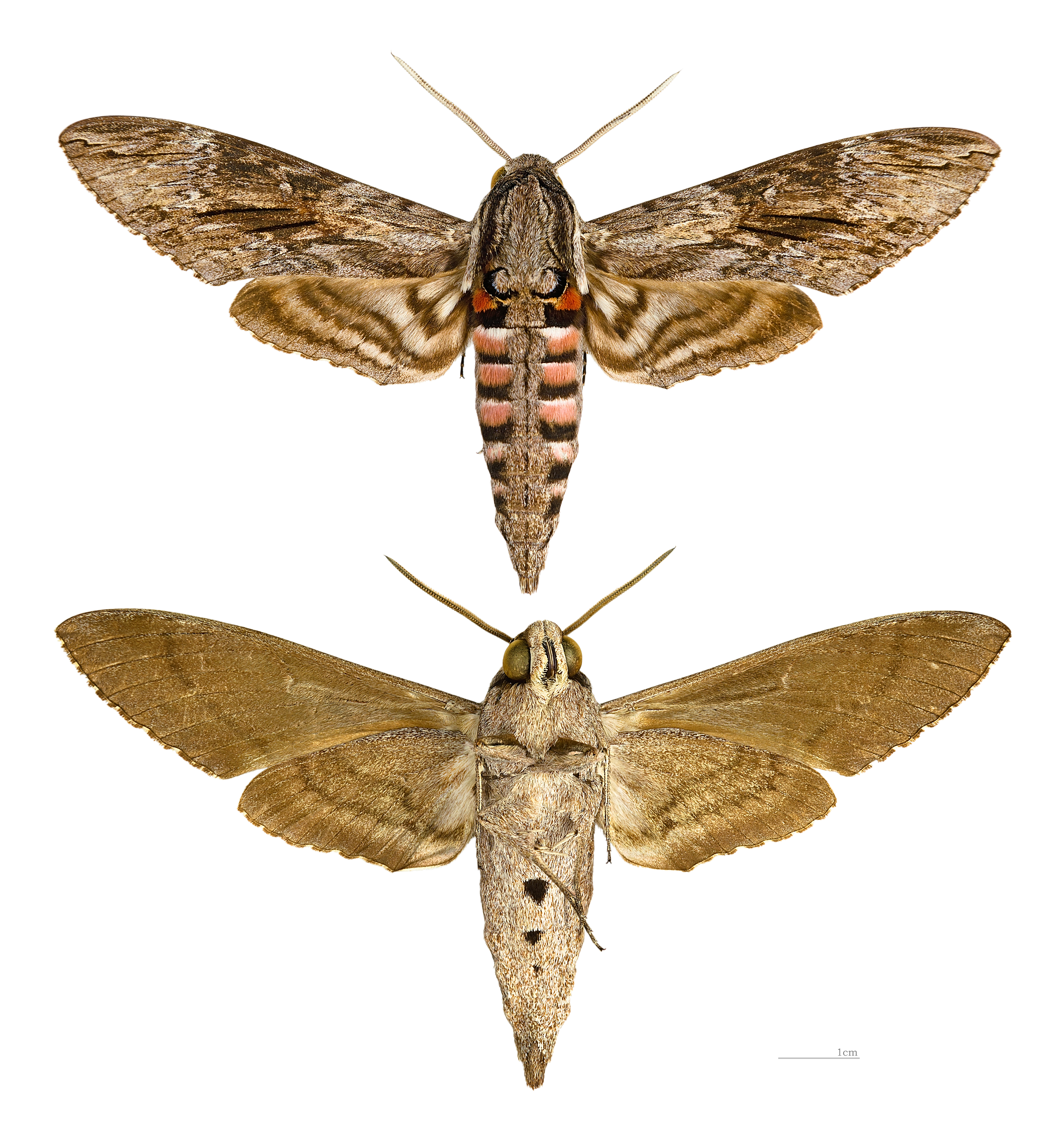
Agrius convolvuli - MHNT
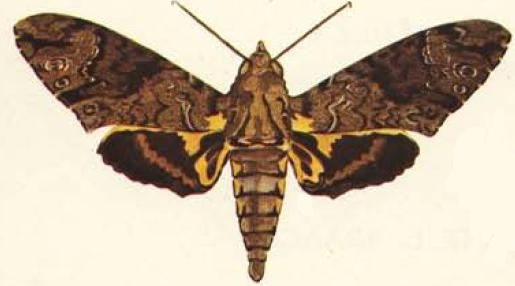
Coelonia fulvinotata
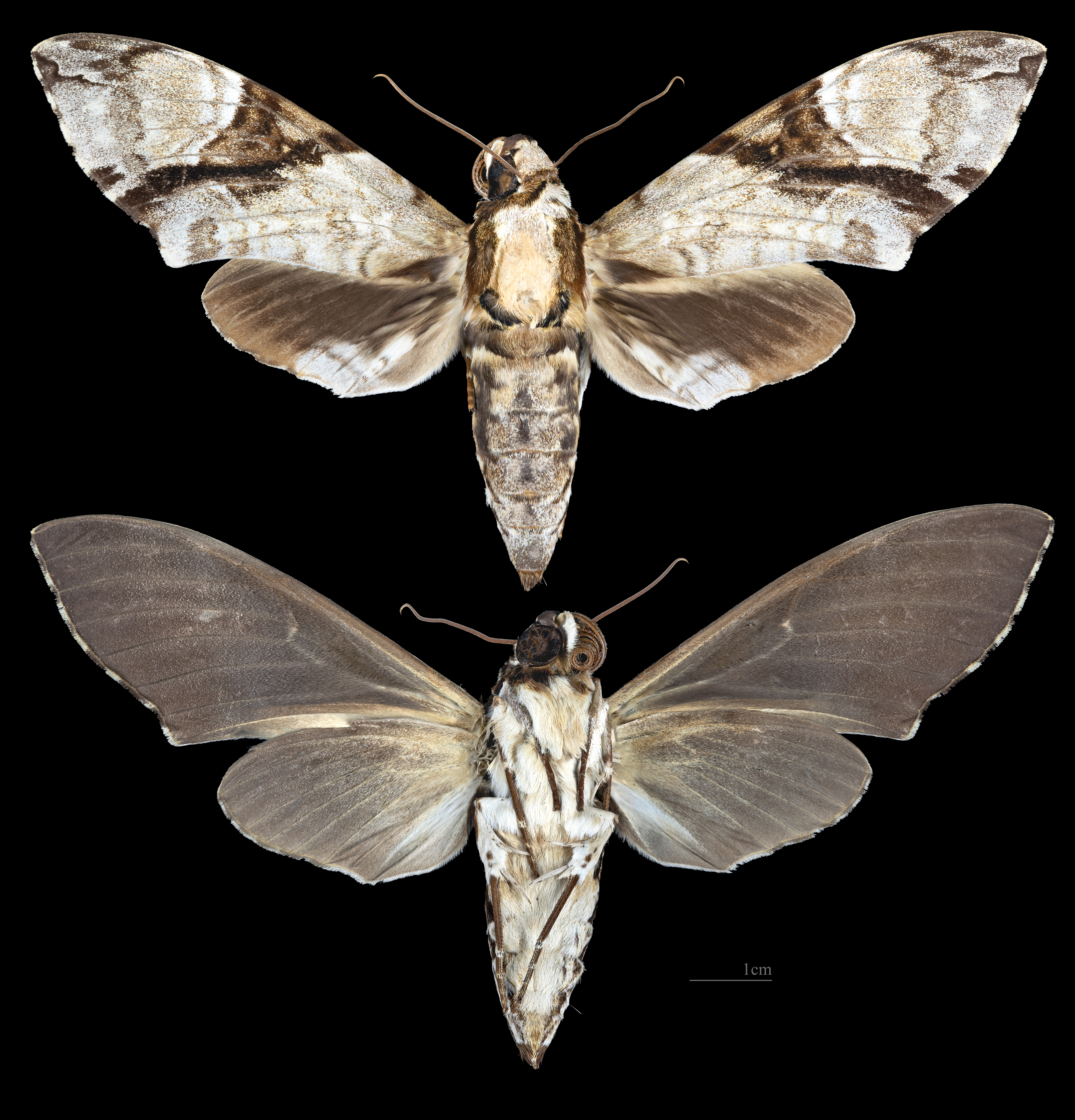
Megacorma obliqua  - MHNT

## Répartition
Répartis entre l'Afrique, le sud de l'Eurasie et de l'Océanie, mais ne sont pas présents sur le continent américain.